# 延長大陸棚
延長大陸棚（えんちょうたいりくだな）とは、海洋法に関する国際連合条約（国連海洋法条約）第76条8項において、排他的経済水域を拡大させることができる理由の一つとして挙げられる地理的な根拠である。日本をはじめとする多くの海洋国家が延長大陸棚の獲得を目指している。

## 利益
この条約では、排他的経済水域を「海岸から200海里まで」と定められていることが通常である。しかし、大陸棚が200海里を超えているとする証拠を提出し、これが大陸棚限界委員会で承認されると、200海里を超えて排他的経済水域を設定できる。

## 事例
2012年、日本は、大陸棚限界委員会に提出した証拠が承認され、約31万平方キロメートルにわたって大陸棚の延長を認める勧告を受けた。

## 条文
第76条8項
沿岸国は、領海の幅を測定するための基線から二百海里を超える大陸棚の限界に関する情報を、衡平な地理的代表の原則に基づき附属書IIに定めるところにより設置される大陸棚の限界に関する委員会に提出する。この委員会は、当該大陸棚の外側の限界の設定に関する事項について当該沿岸国に対し勧告を行う。沿岸国がその勧告に基づいて設定した大陸棚の限界は、最終的なものとし、かつ、拘束力を有する。